# Lista över svenska trängfartyg
Detta är en lista över svenska trängfartyg.

## Operativa

### Signalspaningsfartyg
- HMS Orion (A201)

### Fartyg för undervattensstöd
- HMS Belos (A214)
- HMS Ägir (A212)
- HMS Furusund (A320)

### Stabs- och lagfartyg
- HMS Trossö (A264)

### Torped- och robotbärgningsfartyg
- HMS Pelikanen (A247)

### Transportfartyg
- HMS Loke (A344)
- HMS Nåttarö (608)
- Lätt trossbåt (662-677)

### Bogserbåtar
- HMS Hector (A254)[1]
- HMS Hercules (A255)[1]
- HMS Heros (A322)
- HMS Tyr (702)
- HMS Ran (753)
- HMS Eir (755)

### Utbildningsfartyg
- HMS Altair (A501)
- HMS Antares (A502)
- HMS Arcturus (A503)
- HMS Argo (A504)
- HMS Astrea (A505)

## Utrangerade
- HMS Arkösund (12) - gick tidigare under MUL 12 som minutläggare
- HMS Grundsund (15) - gick tidigare under MUL 15 som minutläggare
- HMS Boren (A211)
- HMS Nordanö (A213)
- HMS Unden (A216)
- HMS Fryken (A217)
- HMS Freja (A221)
- HMS Brännaren (A228)
- HMS Eldaren (A229)
- HMS Lommen (A231)
- HMS Spoven (A232)
- HMS Fällaren (A236)
- HMS Minören (A237)
- HMS Urd (A241)
- HMS Skuld (A242)
- HMS Hägern (A246)
- HMS Pingvinen (A248)
- HMS Achilles (A251)
- HMS Ajax (A252)
- HMS Hermes (A253)
- HMS Sigrun (A256)
- HMS Utö (A261)
- HMS Skredsvik (A262)
- HMS Gålö (A263)
- HMS Visborg (A265)-(1978)
- HMS Tankaren (A268)
- HMS Meranda (A313)
- HMS Heros (A322)
- HMS Hercules (A323)
- HMS Beckholmen (A324)
- HMS Hera (A324)
- HMS Willy (A325)
- HMS Hebe (A326)
- HMS Passopp (A327)
- HMS Ran (A328)
- HMS Henrik (A329)
- HMS Atlas (A330)
- HMS Skagul (A333)
- HMS Vitsgarn (A336)
- HMS Granaten (A345)
- HMS Edda (A347)
- HMS Gerda (A349)
- HMS Ambjörn (610)
- HMS Elon (701)
- HMS Tyr (702)
- HMS Viking (751)
- HMS Willy (752)
- HMS Ran (753)
- HMS Eir (755)
- HMS Marieholm - går numera under namnet S/S Marieholm.